# Полиестар
Полиестар је врста полимера, који садржи естре у главном ланцу. Иако постоје многе врсте полиестара, појам се обично користи за врсту синтетичке тканине, те за специфичан материјал полиетилентерефталат (ПЕТ). Полиестри могу бити и разне хемикалије. Природни полиестар и неколико синтетичких полиестара су биоразградиви, док већина синтетских полиестара није.
Полиестар као тканина користи се за производњу разних врста одеће као што су: кошуље, панталоне, јакне, капе те за израду чаршава, дека, тапацираног намештаја, подлога за компјутерске мишеве и др. Користи се и за израду сигурносних појасева у аутомобилима, ужади, транспортних трака, за појачање издржљивости гуме и пластике, за амортизацију и као изолациони материјал.
Док се синтетичка одећа често сматра мање природном у поређењу са тканинама од природних влакана као што су памук и вуна, полиестарске тканине могу пружити одређене предности у односу на природне тканине, као што су побољшана отпорност, трајност и задржавање боје. Као резултат тога, полиестарска влакна понекад се користе заједно са природним влакнима за производњу тканине с побољшаним својства и већом отпорношћу на воду, ветар и сл.
Полиестри такође служе за производњу: ПЕТ боца, трака за филмове, церада, кануа, екрана са течним кристалима, холограма, филтера, изолационих трака и др.
Полиестри се нашироко користе при завршетку производње висококвалитетних производа од дрва, као што су гитаре, клавири, и унутрашњи ентеријер возила и пловила.